# کاناکارایانکولام
کاناکارایانکولام (به لاتین: Kanakarayankulam) یک منطقهٔ مسکونی در سری‌لانکا است که در استان شمالی (سری‌لانکا) واقع شده‌است.